# Maneki Kecak
Maneki Kecak (auch Maneki-Kecak) ist eine seit 2015 aktive japanische Idol-Gruppe.

## Geschichte
Die Idol-Gruppe Maneki Kecak formierte sich im Jahr 2015 nach einem Gesangswettbewerb und bestand in ihrer Anfangszeit aus den fünf Sängerinnen Miyuu Nakagawa, Rin Miyauchi, Reona Matsushita, Mayuka Fujisaki und Chiai Fujikawa. Die Gruppe unterschrieb 2016 einen Plattenvertrag bei Force Music und veröffentlichte über dem Label die Singles Kimi wazurai/Mōsō sakura und Time Machine/SPLASH, ehe die Gruppe zur japanischen Division von Virgin Records wechselte. Über dieses Label erschien die Single Dō demo ī ya/arikitarina kotoba de.
Im Jahr 2016 gewann die Gruppe mit ihrer Single Kimi Wazurai beim Idol Music Grand Prix in der Kategorie Local Idol Group/Indie. Im Jahr 2017 bezeichnete der Musikjournalist Marty Friedman im britischen Classic Rock als eine der zehn besten japanischen Rockbands.
Am 18. April 2018 veröffentlichte die Gruppe mit Kimi Wazurai ihr Debütalbum über dem japanischen Majorlabel Nippon Columbia. Im Juli gleichen Jahres spielte die Idol-Gruppe im Rahmen der Japan Expo in Paris, Frankreich. Im Oktober absolvierte die zwischenzeitlich zum Quartett geschrumpfte Gruppe einen Auftritt in der indonesischen Hauptstadt Jakarta. Des Weiteren spielten Maneki Kecak zwei Tourneen durch Japan und traten dabei auch mehrfach im Nippon Budōkan auf. Diverse Lieder, darunter die Single Kagami no Naku kara wurde als Titel für den Abspann der Animeserie GeGeGe no Kitarō verwendet. Auch für die Animeserie Okoshiyasu, Chitose-chan steuerte die Gruppe mit Itsuka Dokoka de ein Lied für den Abspann bei. Diverse Veröffentlichungen erreichten Eintragungen in den offiziellen japanischen Musikcharts, die von Oricon ermittelt werden.
Am 26. Mai 2017 gab Fujisaki aufgrund körperlicher und psychischer Probleme ihren Ausstieg aus der Gruppe bekannt. Chiai Fujikawa gab ihren Ausstieg im August ein Jahr später bekannt und verließ die Gruppe nach einem letzten Konzert im Nippon Budōkan im September um sich auf ihre Solo-Karriere als Idol konzentrieren zu können. Zwischenzeitlich stießen mit Mio Fukase und Aoi Shinohara zwei neue Mitglieder zur Gruppe. Im Dezember 2019 erschien das zweite Album unter dem Titel Aru wake nai no.

## Diskografie
- 2015: Kokuhaku no susume/Ai kotoba (Single)
- 2015: Jōdanjanai ne/Monsutā to kecha (Single)
- 2016: Kimi wazurai/Mōsō sakura (Single, Force Music)
- 2016: Time Machine/SPLASH! (Single, Force Music)
- 2017: Dō demo ī ya/arikitarina kotoba de (Single, Virgin Records)
- 2018: Kimi Wazurai (Album, Nippon Columbia)
- 2018: Kagami no Naku kara/Atashi no nokori zenbu ageru (Single, Nippon Columbia)
- 2019: Itsuka dokoka de/Wanchansu (Single, Nippon Columbia)
- 2019: Aru wake nai no (Album, Nippon Columbia)